# James Debbah
James Debbah (Monrovia, Liberia, 14 de diciembre de 1969), apodado Salinsa, es un exfutbolista liberiano, se desempeñaba como segundo delantero.
Debbah es el primo del exfutbolista liberiano George Weah.

## Carrera internacional
Debbah formó parte de los escuadrones de fútbol nacionales liberianos de 1996 y 2002 en la Copa Africana de Naciones. Durante un partido de clasificación de la Copa Mundial de la FIFA de julio de 2004 contra Togo en Monrovia, Debbah como capitán, se negó a ser sustituido en el minuto 53, en lugar de esperar hasta el minuto 68 para abandonar el campo. El partido resultó en un empate 0-0, haciendo que el equipo abandonara el estadio bajo la protección de un vehículo blindado de transporte de personal.
Hizo una aparición final para el equipo nacional en septiembre de 2018, a la edad de 48 años, lo que lo convirtió en el tercer jugador internacional más longevo registrado.

## Clubes
| Club                | País      | Año         |
| ------------------- | --------- | ----------- |
| Mighty Barrolle     | Liberia   | 1984 - 1989 |
| Union Douala        | Camerún   | 1989 - 1990 |
| Olympique Alès      | Francia   | 1990 - 1991 |
| AS Mónaco           | Mónaco    | 1991 - 1992 |
| Olympique de Lyon   | Francia   | 1992 - 1995 |
| OGC Niza            | Francia   | 1995 - 1997 |
| RSC Anderlecht      | Bélgica   | 1997        |
| Paris Saint-Germain | Francia   | 1998        |
| MKE Ankaragücü      | Turquía   | 1999        |
| Iraklis FC          | Grecia    | 1999 - 2001 |
| Al-Jazira SC        | E.A.U.    | 2001 - 2003 |
| Al-Muharraq SC      | Catar     | 2003 - 2004 |
| Bontang FC          | Indonesia | 2008 - 2009 |
| Persiram Raja Ampat | Indonesia | 2010        |